# Сихимов, Манас Камардинович
Манас Кармандинович Сихимов (5 февраля 1950 — 9 января 2016) — генерал-майор ВС Казахстана, начальник Военного института сухопутных войск в 2003—2005 годах.

## Биография
Происходит из рода Шымыр племени дулат. Уроженец села Новотроицк (нынешний Шуский район, Жамбылская область).
Окончил Ташкентское высшее танковое командное училище в 1971 году и Военную академию бронетанковых войск в 1985 году. Занимал посты командира танкового взвода, роты, начальника штаба и командира батальона, начальника штаба и командира полка, заместителя командира и командира дивизии. Генерал-майор (октябрь 1995). Командир 78-й танковой дивизии в 1995—1997 годах.
Занимал пост заместителя командира 1-го армейского корпуса ВС Республики Казахстан, с апреля 1999 по май 2000 года был командиром 1-го армейского корпуса (Семипалатинск).
18 мая 2000 года назначен заместителем министра обороны Казахстана.
21 декабря 2000 года назначен заместителем председателя военно-технической комиссии при Правительстве Казахстана (председатель — Алтай Тлеубердин).
С марта 2001 по февраль 2002 года — командующий Западным военным округом, с должности снят как «не справившийся со своими обязанностями».
Представлял вооружённые силы Казахстана в ряде международных структур. Занимал пост военного атташе Казахстана в Республике Таджикистан, был начальником Алматинского регионального гарнизона. На май 2002 года числился заместителем начальника генерального штаба ВС РК по вооружению. С декабря 2003 по февраль 2005 года — начальник Военного института сухопутных войск Республики Казахстан.
Автор ряда патентов. Женат, сын Евгений.
Скончался 9 января 2016 года. Похоронен на городском кладбище Астаны (мусульманская часть кладбища).

## Награды
- орден «Знак Почета»[2] (лишён в 2009 году)[9]
- орден «Данк» 2-й степени (7 мая 2001 года[10], лишён в 2009 году)[9]
- 6 медалей[2] (лишён в 2009 году)[9]

## Уголовное дело
В 2007 году прокуратура города Алматы возбудила уголовное дело против генерал-майора Сихимова по части 2 статьи 380 Уголовного кодекса Республики Казахстан («Злоупотребление властью, превышение или бездействие власти») и пункту «б» части 3 статьи 177 Уголовного кодекса Республики Казахстан («Мошенничество»). Генерала обвиняли в злоупотреблении служебным положением при распределении земельных участков для военнослужащих. По данным прокуратуры, в списке из 84 человек, числившихся владельцами земельных участков, выделенных акиматом для военнослужащих Алматинского гарнизона, только 32 человека были военнослужащими. Среди включённых в список были жена Сихимова с её родственниками, сын, а также трое братьев и сестра Сихимова. Передача в частные «земель военного назначения», к которым относились означенные участки, была запрещена ещё 17 мая 1940 года решением Совета народных комиссаров Казахской ССР, а постановлением Кабинета министров Республики Казахстан от 21 декабря 1994 года запрет остался в силе. В то же время было известно, что Сихимов ещё 20 мая и 10 октября 2004 года обращался с заявлением в акимат о разделении земельных участков возле воинской части под ИЖС для военных, прилагая соответствующие списки
Сихимов отрицал свою вину в злоупотреблении полномочиями и самостоятельном проведении какого-либо распределения земли, но не отрицал, что его родственники были в списке из 84 человек. Также он подтверждал, что публично заявлял о проводимой работе по сбору документов на выделение земельного участка. Он отказался от предложения признать свою вину и получить амнистию, решившись добиться полного оправдания. Однако в 2009 году суд признал его виновным, приговорив к 4 годам лишения свободы с отбыванием наказания в колонии общего режима, а также лишил государственных наград и званий, запретив ему на определённый срок занимать руководящие должности.